# Austrochaperina basipalmata
Austrochaperina basipalmata е вид жаба от семейство Microhylidae. Видът не е застрашен от изчезване.

## Разпространение
Разпространен е в Индонезия и Папуа Нова Гвинея.